# Graciella albicans
Graciella albicans là một loài bọ cánh cứng trong họ Cerambycidae.